# 한국의 복성
복성(複姓)은 두 글자 이상으로 이루어진 성씨다. 남궁, 황보, 제갈, 사공, 선우, 서문, 어금, 무본 등이 있다. 독고, 동방 등은 중국에도 있는 성씨로서, 《고려사》, 《조선왕조실록》 등의 한국의 옛 문헌에도 기록되어 있다. 대한민국 건국 이후로 망절, 소봉, 황목, 강전 등 중국, 일본 등에서 귀화하여 생긴 복성도 있다.

## 오늘날까지 이어지는 복성
- 남궁(南宮)

한국의 최대 복성. 2015년 21,308명으로 조사되었다. 본관은 함열. 역사 및 현대 인물로는 남궁구(南宮構: 1560~1617), 남궁민, 남궁계, 남궁찬, 남궁숙, 남궁침 등이 있다.
- 황보(皇甫)

2015년 10,383명으로 조사되었다. 본관은 영천, 황주. 역사 인물로는 헌애왕후, 황보제공, 황보유의, 황보영, 황보항, 황보림, 황보인 등이 있다.
- 제갈(諸葛)

2015년 5,655명으로 조사되었다. 제갈량의 후손이다. 본관은 남양.
- 사공(司空)

2015년 4,476명으로 조사되었다. 사공(司空)의 벼슬에서 유래된 성씨다. 본관은 효령. 역사 인물로는 사공정(司空精: 1510~66)이 있다.
- 선우(鮮于)

2015년 3,588명으로 조사되었다. 본관은 태원. 《조선왕조실록》에는 평양에 거주하고 있는 선우씨(鮮于氏)는 기자의 후예라 군적(軍籍)에 편입하지 않도록 한 것으로 기록되어 있다. 역사 인물로는 선우협(鮮于浹: 1588~1653)이 있다.
- 서문(西門)

2015년 2,028명으로 조사되었다. 본관은 안음. 《조선왕조실록》에는 서문경(西門敬), 서문식(西門湜), 서문겸(西門謙), 서문배(西門培) 등이 기록되어 있다.
- 독고(獨孤)

2000년 807명으로 조사되었다. 본관은 남원. 《고려사》에 독고충(獨孤忠), 독고효(獨孤孝)가, 《조선왕조실록》에 독고맹(獨孤孟), 《승정원일기》에 독고의(獨孤義) 등이 기록되어 있다.
- 동방(東方)

2000년 220명으로 조사되었다. 전한의 정치인 동방삭(154 BCE ~ 92 BCE)의 후손으로 추정된다. 본관은 청주, 진주. 《고려사》에 동방보(東方甫), 동방림(東方林) 등이 기록되어 있다. 1792년(정조 16) 문과에 급제한 동방숙(東方淑)은 본관이 진주이며, 거주지는 평안북도 위원군(渭原郡)이다.

## 창설된 복성
- 어금(魚金) - 본관은 청도. 2015년 8명으로 조사되었다.
- 망절(網切) - 일제강점기 한국에서 태어난 일본인 망절일랑이 1970년에 대한민국에 귀화하여 생긴 성씨이다. 2015년 8명으로 조사되었다.
- 무본(武本) - 2015년 6명으로 조사되었다.
- 황목(荒木) - 2015년 5명으로 조사되었다. 유명인은 황목치승이 있다.
- 등정(藤井) - 2015년 5명으로 조사되었다.
- 장곡(長谷) - 2000년 51명으로 조사되었으나 2015년에는 나타나지 않는다.
- 강전(岡田) - 일본에서 귀화한 성씨로 보인다. 일본에서는 오카다라고 읽는다. 2000년 51명으로 조사되었으나 2015년에는 나타나지 않는다.

## 사라진 복성
- 흑치(黑齒) - 백제 부흥운동을 이끌었던 흑치상지가 있다.
- 석말(石抹) - 고려사에 전리판서(典理判書) 석말시용(石抹時用), 판전의시사(判典醫寺事) 석말천영(石抹天英) 등이 기록되어 있다.
- 사마(司馬) - 세종실록지리지에 전라도 나주목과 강원도 이천현의 토성으로 기록되어 있다.

## 같이 보기
- 한국의 외래 귀화 성씨
- 한국의 성씨

1. ↑  류몽인, 《어우집·후집》 권5, 務功郞南宮公墓表銘
2. ↑  신달도, 《만오집》 권8, 梅園司空公實記
3. ↑  《광해군일기》(중초) 권52, 광해군 4년(1612년) 4월 27일(신묘) 11번째 기사
4. ↑  《단종실록》 권6, 단종 1년(1453년) 6월 20일(을사) 1번째 기사
5. ↑  《단종실록》 권9, 단종 1년(1453년) 11월 30일(임오) 2번째 기사; 《세조실록》 권2, 세조 1년(1455년) 12월 27일(무진) 3번째 기사
6. ↑  《광해군일기》(중초) 권126, 광해군 10년(1618년) 4월 13일(임인) 5번째 기사
7. ↑  《영조실록》 권102, 영조 39년(1763년) 8월 1일(을유) 4번째 기사
8. ↑  《고려사》 권20, 〈세가〉20, 명종 16년(1186년) 7월 9일(갑신)
9. ↑  《고려사》 권20, 〈세가〉20, 명종 11년(1181년) 12월 28일(경오)
10. ↑  《순조실록》 권15, 순조 12년(1812년) 4월 1일(계묘) 2번째 기사
11. ↑  《승정원일기》 96책, 인조 25년(1647년) 1월 12일(갑인) 5번째 기사
12. ↑  《고려사》 권100, 〈열전〉13, 박제검
13. ↑  《고려사》 권22, 〈세가〉22, 고종 13년(1226년) 5월 6일(경신)
14. ↑  《숭정3임자식문무과전시방목》(崇禎三壬子式文武科殿試榜目)